# Peter Unger (Unternehmer)
Peter Unger (* 2. August 1944 in Gossengrün, Reichsgau Sudetenland) ist ein deutscher Unternehmer. Er gründete den Kraftfahrzeugzubehörhandel Auto-Teile-Unger (ATU), der auch Autowerkstätten betreibt.

## Leben
Unger wuchs in Neustadt an der Waldnaab als Sohn eines Süßwarenhändlers in einer Vertriebenenfamilie auf. Er baute zuerst einen Reifenhandel auf, den er 1984 verkaufte. Den Verkaufserlös investierte er in sein 1985 neu gegründetes Unternehmen Auto-Teile-Unger, das er zum führenden Vertreiber von Kfz-Zubehör ausbaute. Im Jahr 2002 wurde die Unternehmung größtenteils an den britischen Private-Equity-Investor DH Private Equity veräußert, der somit 72 Prozent der Anteile kontrollierte. Der Unternehmensgründer behielt 19 Prozent der Anteile und das Management wurde ebenfalls beteiligt. Später übernahm die amerikanische Beteiligungsgesellschaft KKR & Co. das Unternehmen und Unger verkaufte seine restlichen Anteile.
Unger ist verheiratet, hat zwei Kinder und lebt in Neustadt an der Waldnaab. Er gilt als sehr öffentlichkeitsscheu. Das Vermögen des Milliardärs wird durch die Unger Capital Management GmbH verwaltet.